# Loli (khu)
Loli (tên cũ: Lauli) là khu (kecamatan) ở Kabupaten Sumba Barat, Đông Nusa Tenggara, Indonesia. Khu Loli bao gồm 9 làng và 5 làng đô thị (kelurahan) và đặt trụ sở tại làng Doka Kaka. Khu có diện tích 122,49 km² và có dân số là 38.932 người (dân số năm 2020). Ngôi làng đông dân nhất ở khu là Soba Wawi với dân số là 6.902 người. Ngôi làng có mật độ dân số đông nhất khu là làng Wee Karou với 731,67 người/km². Khu có bức tượng Gollu Potto, bức tượng chúa Jesus, là bức tượng lớn nhất đảo Sumba.

## Hành chính
Loli bao gồm 9 làng và 5 làng đô thị. Dưới đây là danh sách của các làng và dân số năm 2020:
- Dede Kadu (4,200)
- Wee Karou (4,990)
- Soba Wawi (6,092)
- Ubu Pede (2,803)
- Bera Dolu (3,383)
- Doka Daka (2,226)
- Tana Rara (1,302)
- Bali Ledo (1,143)
- Loda Pare (2,015)
- Wee Dabo (2,878)
- Dira Tana (4,036)
- Ubu Raya (1,975)
- Tema Tana (931)
- Manola (958)

## Lịch sử

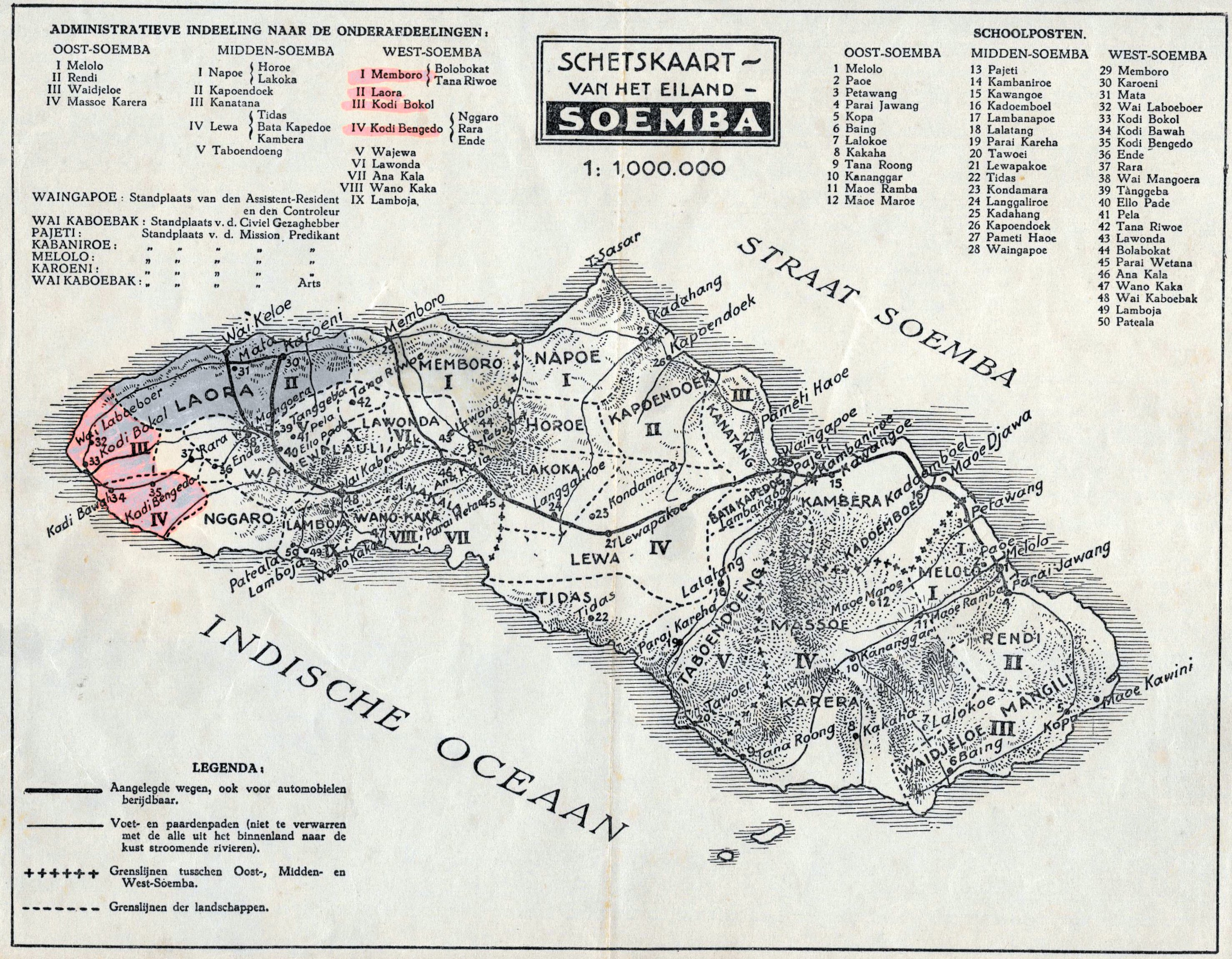
Bản đồ cũ của Sumba vào năm 1925, với khu vực tên "Lauli' gần tương ứng với khu ở thời điểm hiện tại

Khu có tên giống với tộc Loli cư trú ở thị trấn Waikabubak (ngày nay là khu riêng biệt) và vùng nông thôn Loli. Trong quá khứ, khu được đánh vần là "Lauli", từ vựng vốn gắn liền với vùng đất.
Vào thời kì tiền thuộc địa, các kabihu là các nhóm bộ lạc tự trị, không có chính quyền trung ương. Các kalibu duy trì mối quan hệ với nhau qua hôn nhân và giải quyết tranh chấp bằng nghi thức. Việc phá vỡ các nghi thức và tệ nạn tham nhũng được cho là nguyên nhân xảy ra Ngày thứ năm đẫm máu (kamis berdarah), một trận chiến ở Waikabubak giữa các thành viên của Loli và Wewewa vào ngày 5 tháng 11 năm 1998, thời gian ngắn sau khi Suharto từ chức Tổng thống Indonesia. Trận chiến liên quan đến hàng nghìn người, và đã phá hủy 891 nhà và làm 26 người thiệt mạng, mặc dù thương vong được ước tính là cao hơn nhiều. Nhiều năm sau, trong cuộc bầu cử cho khu trưởng vào tháng 6 năm 2005, các ứng cử viên đến từ Loli và Wewewe đã tham gia 1 cách ôn hòa, được gọi là "biểu tượng công khai của sự đoàn kết".

## Văn hóa
Tiếng Sumba, ngôn ngữ địa phương sử dụng trong khu vực, có phương ngữ Loli. Nó có thể kết hợp với từ ở các phương ngữ khác (ví dụ: phương ngữ Anakalangu) để tạo thành "từ ngữ tổ tiên" (li marapu) đươc sử dụng trong các nghi lễ như hôn nhân, cầu nguyện và tang lễ.
Vào năm 2021 khu vẫn có nhiều căn nhà truyền thống Sumba, với những ngôi nhà của dòng tộc tổ tiên được xây dựng trên đỉnh đồi cho mục đích phòng thủ.
Các thị trấn và làng xung quanh Doka Kaka là nơi sinh sống của người We'e Bangga. Dựa theo những câu chuyện dân gian địa phương, con người ra đời từ sự hòa trộn mồ hôi của trời và đất. Phía sau Mặt Trời và Mặt Trăng, người ta tin rằng có một vật hình cái chai tên là Gori Dappa Dada. Bên dưới Trái Đất, có một vật khác giống hình chiếc đĩa tên Piega Dappa. Từ trong chai, có 2 giọt mồ hôi, từ đó con người xuất hiện.
Cư dân của những ngôi làng trong khu, dù theo danh nghĩa tuân theo các tôn giáo khác như Cơ đốc giáo và Hồi giáo, nhưng cũng tuân theo truyền thống từ đạo Marapu. Tín ngưỡng này có đặc điểm từ thờ cúng tổ tiên và thuyết vật linh. Theo truyền thống đạo Marapu, mỗi làng có nghĩa vụ tổ chức lễ Wulla Poddu hàng năm.

## Cơ sở hạ tầng

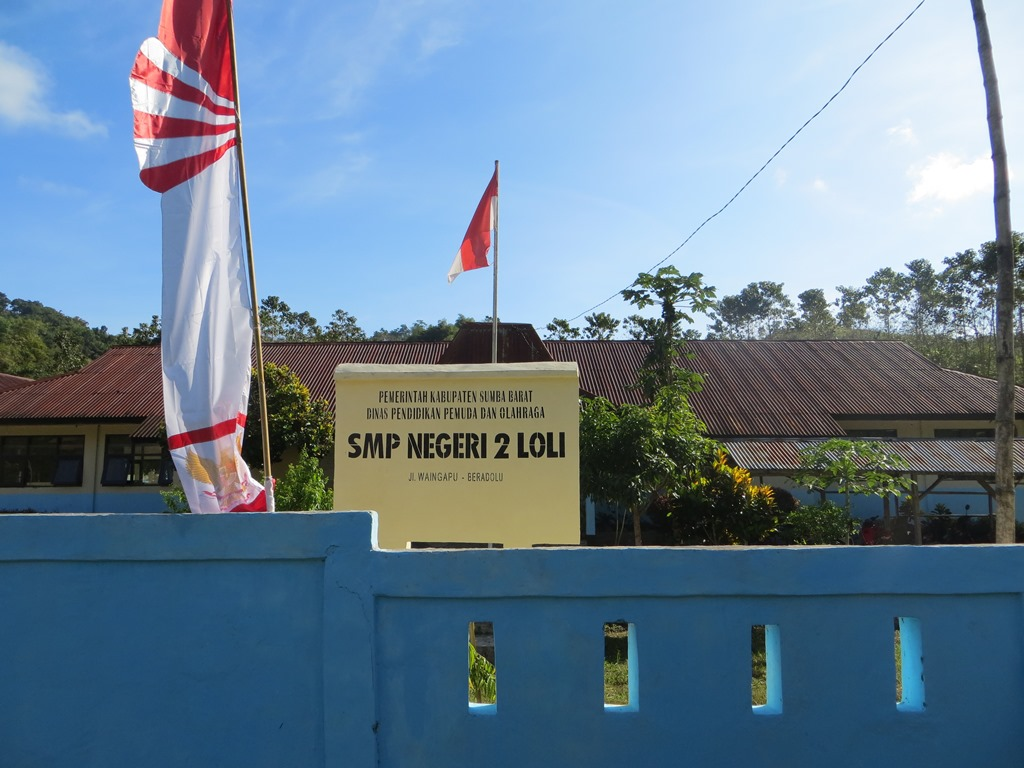
Một trường Trung học Cơ sở tại Loli

Toàn khu năm 2020 có tổng cộng 21 trường tiểu học, 11 trường Trung học Cơ sở, 4 trường Trung học Phổ thông. Khu có 2 cơ sở giáo dục đại học vào năm 2020, tất cả đều ở làng Dira Tana. Vào năm 2020, khu có 4 nhà thờ Hồi giáo, 395 nhà thờ Tin lành, 11 nhà thờ Công giáo, và 1 ngôi đền Bali.
Loli có tổng chiều dài đường bộ là 135,41 km vào năm 2020, nơi 88,01 km đã được trải nhựa. Về lĩnh vực thông tin liên lạc, tính đến năm 2020, khu có 12 trạm thu phát sóng di động. Khu có tốc độ Internet cao nhất trong những vùng xa xôi và kém phát triển trong chương trình Bakti bởi Bộ Truyền thông và Công nghệ Thông tin Indonesia vào năm 2022, với tốc độ được ghi nhận là 9,60 Mbps, trái ngược với tốc độ Internet chậm nhất ở Waimital, Kabupaten Sumba Barat với tốc độ chỉ 106 Kbps.

### Y tế
Loli có 1 bệnh viện ở làng Dira Tana, 3 tiệm thuốc puskesma và 1 hiệu thuốc đã đăng ký.
Sốt rét là một vấn đề của vùng này. Vào năm 2004, sốt rét xếp hạng cao nhất trong những vấn đề về sức khỏe tại Kabupaten Sumba Barat, là nguyên nhân hàng đầu gây tử vong ở trẻ em. Một nghiên cứu cho thấy vào năm 2005, có từ 25% đến 30% dân số là Lolo dương tính với sốt rét, với độ tuổi trung bình là dưới 10 tuổi.